# Rapatea angustifolia
Rapatea angustifolia är en gräsväxtart som beskrevs av Richard Spruce och Friedrich August Körnicke. Rapatea angustifolia ingår i släktet Rapatea och familjen Rapateaceae. Inga underarter finns listade i Catalogue of Life.